# Cody McCormick
Cody McCormick (* 18. April 1983 in London, Ontario) ist ein ehemaliger kanadischer Eishockeyspieler, -trainer und -funktionär. Der Angreifer absolvierte 432 Spiele für die Colorado Avalanche, die Buffalo Sabres und die Minnesota Wild in der National Hockey League(NHL). Im April 2016 beendete er seine Karriere aus gesundheitlichen Gründen.

## Karriere
Cody McCormick wurde im NHL Entry Draft 2001 in der fünften Runde an insgesamt 144. Position von der Colorado Avalanche ausgewählt. Sein erstes NHL-Spiel bestritt er allerdings erst in der Saison 2003/04. In der folgenden Spielzeit 2004/05 spielte er auf Grund des Lockouts die gesamte Spielzeit über im Farmteam der Avalanche, den Lake Erie Monsters in der American Hockey League. In der Saison 2006/07 setzte er sich nicht im NHL-Kader durch, weshalb er fast die gesamte Spielzeit bei den Albany River Rats in der American Hockey League zum Einsatz kam.
Seine Leistungen stabilisierten sich seither und Cody McCormick gehörte zum festen Bestandteil des Teams der Colorado Avalanche. Am 15. Juli 2008 wurde sein Vertrag um ein weiteres Jahr verlängert. Im Sommer 2009 verlängerte das Management der Avalanche den Vertrag aber nicht mehr, woraufhin der Stürmer Anfang August als Free Agent einen Kontrakt bei den Buffalo Sabres unterschrieb. Die Saison 2009/10 verbrachte er während der regulären Saison komplett bei Buffalos Farmteam Portland Pirates in der AHL und kam im NHL-Team Buffalos in drei Play-off-Partien zum Einsatz. In der Spielzeit 2010/11 etablierte sich McCormick als Stammspieler der Sabres und stellte mit 20 Scorerpunkten in 81 absolvierten NHL-Spielen Karrierebestmarken in beiden Kategorien auf.
Am 5. März 2014 wurde Cody McCormick  zusammen mit Matt Moulson an die Minnesota Wild abgegeben, im Gegenzug erhielten die Sabres Torrey Mitchell sowie je einen Zweitrunden-Draftpick 2014 und 2016. Bereits im Juli 2014 verließ McCormick Minnesota wieder und kehrte (ebenso wie Matt Moulson) zu den Buffalo Sabres zurück, wo er einen Dreijahresvertrag unterschrieb.
Im Januar 2015 wurde bei McCormick ein Blutgerinnsel im linken Bein diagnostiziert, aufgrund dessen er über ein Jahr lang kein Spiel absolvierte und seine Karriere schließlich im April 2016 beendete, um seine Gesundheit nicht zu gefährden. Von Dezember 2018 war McCormick Cheftrainer der Buffalo Beauts aus der National Women’s Hockey League. Im Januar 2019 übernahm er zudem den Posten des General Managers. Beide Ämter legte er am Saisonende nieder.

## Erfolge und Auszeichnungen
- 2003 OHL First All-Star Team

## Karrierestatistik
(Legende zur Spielerstatistik: Sp oder GP = absolvierte Spiele; T oder G = erzielte Tore; V oder A = erzielte Assists; Pkt oder Pts = erzielte Scorerpunkte; SM oder PIM = erhaltene Strafminuten; +/− = Plus/Minus-Bilanz; PP = erzielte Überzahltore; SH = erzielte Unterzahltore; GW = erzielte Siegtore; 1 Play-downs/Relegation; Kursiv: Statistik nicht vollständig)